# Сунгай (Заринский район)
Сунгай — упразднённый поселок в Заринском районе Алтайского края. На момент упразднения входил в состав Аламбайского сельсовета. Исключен из учётных данных в 1983 году.

## География
Располагался в отрогах Салаирского кряжа вблизи горы Каменная Падь, на реке Сунгай в месте впадения в нее реки Быстрая, приблизительно в 16 км (по-прямой) к юго-востоку от станции Тягун.

## История
Решением Алтайского краевого исполнительного комитета от 27.07.1983 года № 270 поселок исключен из учётных данных.